# Saison 2016 des Red Sox de Boston
La saison 2016 des Red Sox de Boston est la 116e saison en Ligue majeure de baseball pour cette franchise.
La vedette David Ortiz, âgé de 40 ans, joue la dernière de ses 20 saisons, et sa 14e avec les Red Sox, en 2016.
Les Red Sox ont la meilleure offensive des majeures en 2016 avec 878 points marqués,, menés par Ortiz et par Mookie Betts, qui termine 2e du vote de fin d'année désignant le joueur par excellence de la Ligue américaine. Au monticule, Rick Porcello des Red Sox remporte le trophée Cy Young du meilleur lanceur de la saison. Après avoir gagné 15 matchs de plus qu'en 2015, Boston présente un bilan de 93 victoires contre 69 défaites, brisant une séquence de deux saisons perdantes consécutives et terminant pour la première fois depuis 2013 au premier rang de la division Est de la Ligue américaine, où ils devancent par 4 matchs leurs plus proches poursuivants, Baltimore et Toronto. Incapables de remporter un seul match de éliminatoires, les Red Sox sont éliminés après 3 défaites consécutives aux mains de Cleveland en Série de divisions.

## Contexte
En 2015, les Red Sox terminent derniers de la division Est de la Ligue américaine pour la deuxième année de suite et la troisième fois en quatre ans avec une fiche de 78 victoires contre 84 défaites, une amélioration de 7 victoires sur 2014 mais tout de même une seconde campagne perdante de suite après leur conquête du titre en 2013. Les problèmes sont multiples : les nouveaux venus Pablo Sandoval et Hanley Ramírez déçoivent,, alors que tant la rotation de lanceurs partants que l'équipe de releveurs en arrachent. En revanche, Boston remporte 34 victoires contre 26 défaites à ses 60 derniers matchs et l'émergence de jeunes talents laissent espérer le retour rapide de meilleurs jours sous la direction du président Dave Dombrowski et du directeur général Mike Hazen, tous deux nommés en 2015.
Traité avec succès pour un lymphome en 2015, le gérant des Red Sox John Farrell reprend son poste en 2016.

## Calendrier pré-saison
L'entraînement de printemps 2016 des Red Sox se déroule du 29 février au 2 avril.

## Saison régulière
La saison régulière de 162 matchs des Red Sox débute le 4 avril par une visite aux Indians de Cleveland et se termine le 2 octobre suivant. Le match d'ouverture local à Fenway Park est joué le 11 avril contre les Orioles de Baltimore.

### Classement
| Ligue américaine division Est | V  | D  | %    | Diff. | Diff. (séries) |
| ----------------------------- | -- | -- | ---- | ----- | -------------- |
| Red Sox de Boston             | 93 | 69 | ,574 | -     | -              |
| Blue Jays de Toronto          | 89 | 73 | ,549 | 4     | -              |
| Orioles de Baltimore          | 89 | 73 | ,549 | 4     | -              |
| Yankees de New York           | 84 | 78 | ,519 | 9     | 5              |
| Rays de Tampa Bay             | 68 | 94 | ,420 | 25    | 21             |

## Affiliations en ligues mineures
| Niveau            | Équipe               | Ligue                   |
| ----------------- | -------------------- | ----------------------- |
| AAA               | Red Sox de Pawtucket | Ligue internationale    |
| AA                | Sea Dogs de Portland | Eastern League          |
| A-Advanced        | Red Sox de Salem     | Carolina League         |
| A                 | Drive de Greenville  | South Atlantic League   |
| A (saison courte) | Spinners de Lowell   | New York-Penn League    |
| Ligue des recrues | GCL Red Sox          | Gulf Coast League       |
| Ligue des recrues | DSL Red Sox          | Dominican Summer League |